# Hans Hunziker
Pour les articles homonymes, voir Hunziker.
Hans Hunziker, né le 2 août 1878 à Attelwil et mort le 17 décembre 1941, fut un médecin suisse connu pour ses travaux en neuropsychiatrie.

## Biographie
Il étudie à Bâle, Genève, Heidelberg et à Munich, pour obtenir son doctorat à Zurich en 1906. Influencé par Eugen Bleuler, il s'intéresse à la psychiatrie et travaille d'abord comme médecin de prison. En 1931, il devient professeur ordinaire d'hygiène sociale à l'université de Bâle et chef de l'Office cantonal de la santé de Bâle-Ville.